# Distretto di Ban Pho
Il distretto di Ban Pho (in thailandese: บ้านโพธิ์) è un distretto (amphoe) della Thailandia, situato nella provincia di Chachoengsao.